# Byrrhinus rufus
Byrrhinus rufus is een keversoort uit de familie dwergpilkevers (Limnichidae). De wetenschappelijke naam van de soort werd in 1935 gepubliceerd door Maurice Pic.